# Frank Pastor
Frank Pastor (Halle, 7 de diciembre de 1957) es un exfutbolista alemán.
Empezó su carrera en el HTB Halle, y en el año 1970 se fue al HFC Chemie, donde se convirtió en uno de los mejores delanteros de la República Democrática Alemana. Después de jugar 157 partidos y anotar 49 goles cambió de equipo, al BFC Dynamo. Jugó en el club de Berlín hasta el año 1989, donde disputó 114 partidos de la DDR-Oberliga y anotó 61 goles. Además disputó trece encuentros de la Copa de Clubes Campeones Europeos y anotó cuatro goles. Fue máximo goleador de la DDR-Oberliga en la temporada 1986-87 con diecisiete goles. En su carrera anotó 110 goles en 271 partidos.
Jugó siete partidos con la Selección de fútbol de Alemania Democrática entre los años 1983 y 1987, pero no anotó ningún gol. Tuvo más éxito en la selección olímpica, donde disputó 25 partidos y marcó ocho goles. Después de Die Wende jugó una temporada en el Terengganu FA de Malasia, y en la temporada 1991-92 en el Wiener Sport-Club de Austria.
Desde 1992 hasta 1994 volvió a jugar en el Halleschen FC, ahora en la Oberliga amateur, donde anotó treinta goles en 37 partidos. En la siguiente temporada formó parte de la plantilla del Hertha 03 Zehlendorf y marcó siete goles en 29 partidos. Su carrera deportiva finalizó en el Germania 90 Schöneiche. Desde entonces reside en Schöneiche bei Berlin.